# Zawarcie

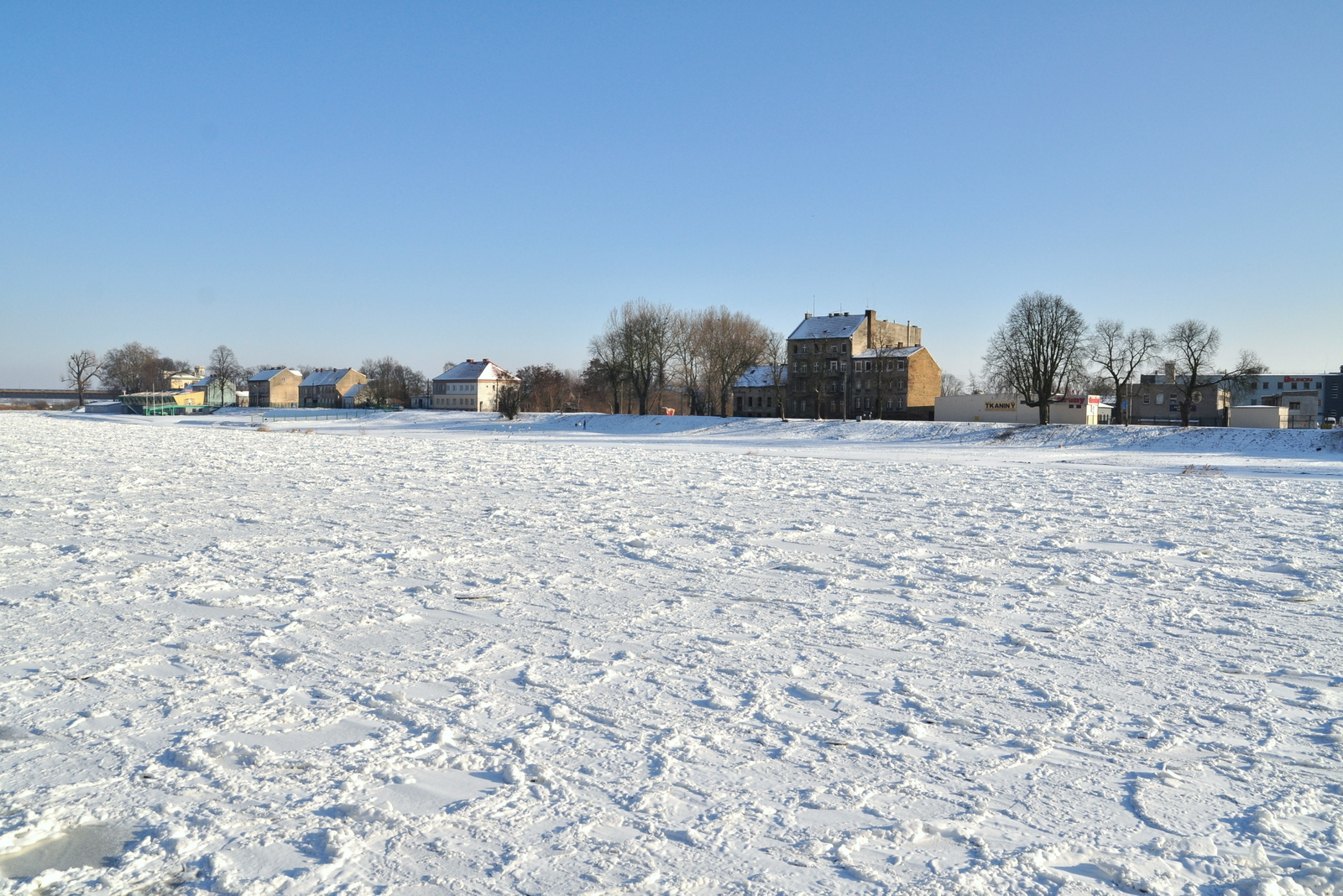
Widok z prawego brzegu Warty. Zabudowa ul. Wał Okrężny w 2012 r.

 Zawarcie – dzielnica Gorzowa Wielkopolskiego, położona w jego południowej części, przy drodze krajowej nr 3 Świnoujście - Jakuszyce. Jest to dzielnica niegdyś głównie przemysłowa, obecnie zmienia swe funkcje i staje się dzielnicą usługowo-mieszkaniową.

## Położenie
Zawarcie położone jest na lewym brzegu Warty na wysokości ok. 19 m n.p.m. Połączone jest z prawobrzeżną częścią miasta mostem kołowym oddanym do użytku 21 lipca 1951 roku. Na zachód od Mostu Staromiejskiego istnieje most kolejowy, oddany do użytku w 1960 roku. Najnowszym mostem jest Most Lubuski, oddany do użytku w 1999 roku.

## Historia
Zawarcie powstało w XIV wieku, w 1360 roku istniał bowiem już most na Warcie. Przy nim powstało niewielkie osiedle. W 1365 roku zbudowano tutaj kościół św. Jerzego, który nie przetrwał do naszych czasów (upamiętnia go ul. św. Jerzego). W XVIII–XIX w. była to najbiedniejsza dzielnica Gorzowa, zamieszkana przez ubogą ludność i zabudowana dość chaotycznie. Pod koniec XIX w. wytyczono tutaj ulice i powstały pierwsze zakłady przemysłowe (włókiennicze i maszynowe). W latach międzywojennych była to najbardziej uprzemysłowiona dzielnica Gorzowa, gdzie mieściły się między innymi Fabryka maszyn Pauckscha, Zakłady Jutowe Bahra. Po wojnie powstało tutaj wiele zakładów, m.in.:
- Zakłady Przemysłu Ciągnikowego Ursus
- Zakłady Przemysłu Jedwabniczego Silwana
- Gorzowskie Zakłady Maszyn dla Przemysłu Budowlanego Zremb Gorzów
- Gorzowskie Zakłady Produkcji Mebli Sklepowych Gozamet-Wuteh
- Spółdzielnia Inwalidów Sizel
- Przedsiębiorstwo Transportu Budownictwa Transbud

Do lat 70. na Zawarciu istniała linia tramwajowa.

## Gospodarka
Zawarcie z niegdyś dzielnicy typowo przemysłowej obecnie staje się dzielnicą mieszkaniowo-usługową. Z zakładów pozostał jedynie Zremb i Fabryka Maszyn do Drewna Goma. Gozamet-Wuteh, Ursus, Sizel, Dremetex nie sprostały konkurencji i transformacji rynku i ogłosiły upadłość, a Silwana została przeniesiona na ul. Walczaka. W dzielnicy swoje siedziby mają składy budowlane, oddział lubuski Ruchu S.A., kilka sklepów, Lubuskie Centrum Targowe. Mieści się tutaj także stacja paliw BP. Przy ul. Wał Okrężny znajduje się port. W roku 2012 otwarto centrum handlowe "NoVa Park".

## Sport
Na Zawarciu znajduje się stadion im. Edwarda Jancarza oraz klub sportowy KS Admira. Kajakarze klubowi mogą się poszczycić wieloma sukcesami na arenie światowej, jak i krajowej. Drugim nie mniej znanym klubem jest klub żużlowy Stal Gorzów Wielkopolski, który wychował wielu znanych żużlowców. Na Zawarciu mieści się przystań kajakowa wraz z ośrodkiem sportów wodnych przy ul. Wał Okrężny i Fabrycznej, oraz pole golfowe "Zawarcie" przy którym działa "Zawarcie Golf Club".

## Edukacja

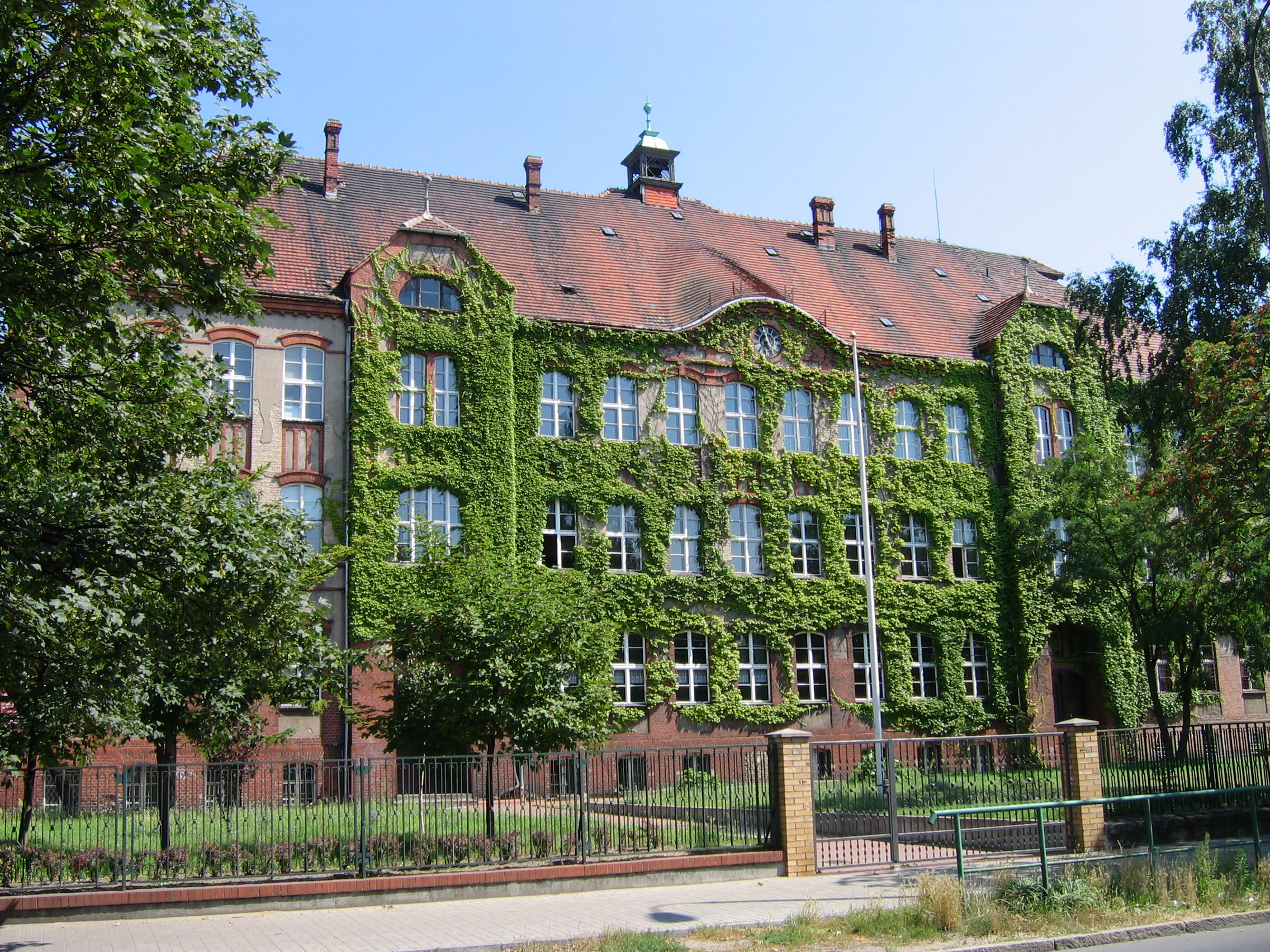
II Liceum Ogólnokształcące na ul. Przemysłowej

Zawarcie posiada wiele szkół podstawowych, gimnazjalnych i ponadgimnazjalnych. Liczącą się szkołą jest II Liceum Ogólnokształcące im. Marii Skłodowskiej-Curie przy ul. Przemysłowej. II Liceum uchodzi za elitarne w mieście i znajduje się na liście najlepszych szkół ponadgimnazjalnych w Polsce

## Zabytki

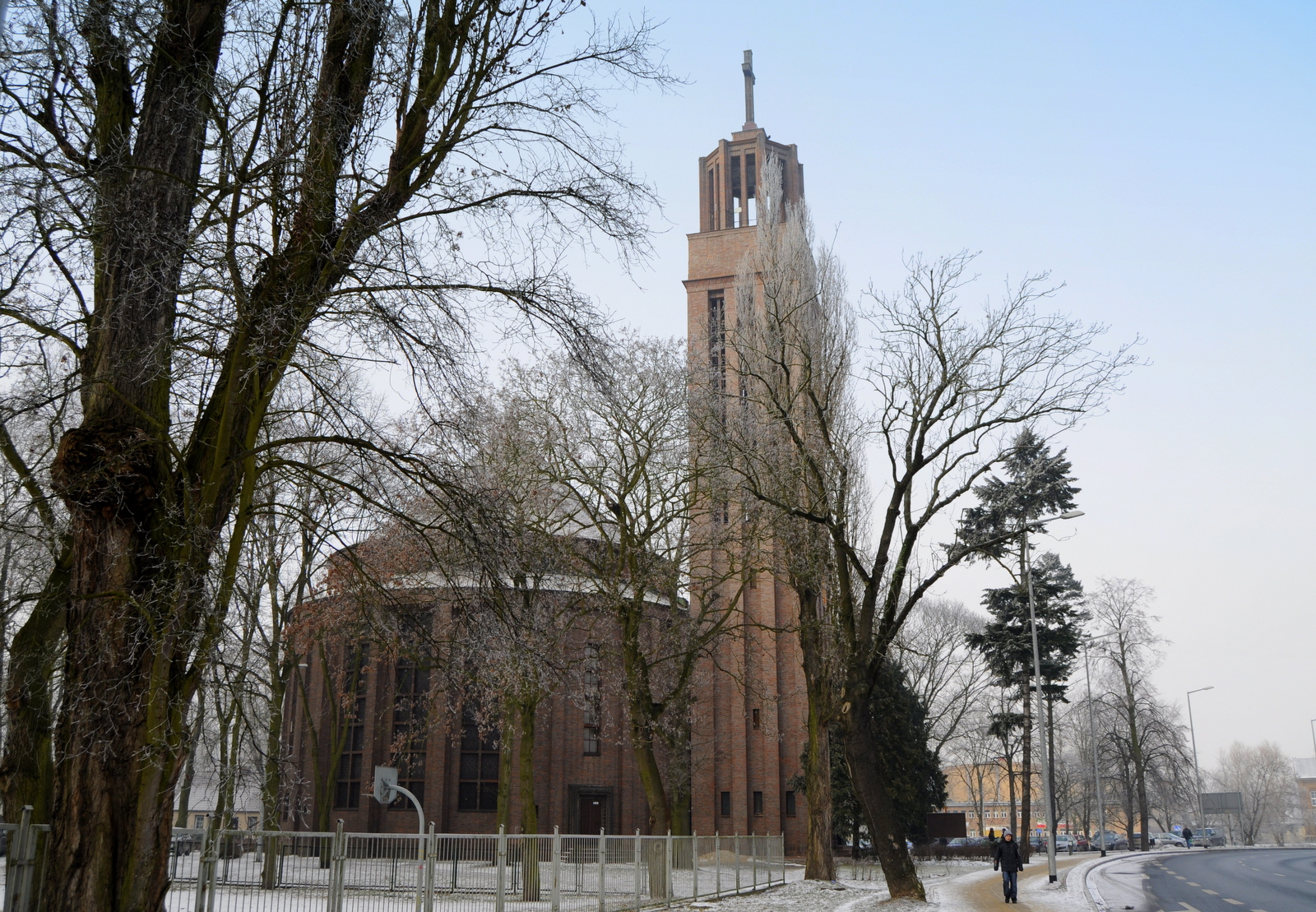
Kościół Chrystusa Króla u zbiegu ul. Woskowej i ul. Grobli

Zawarcie posiada zabudowę w większości z XIX–XX wieku przy ulicach:
- Fabrycznej
- Przemysłowej
- Grobli
- Zielonej
- Kolejowej
- Piotra Wawrzyniaka
- Śląskiej
- Ludwika Waryńskiego
- Wał Okrężny

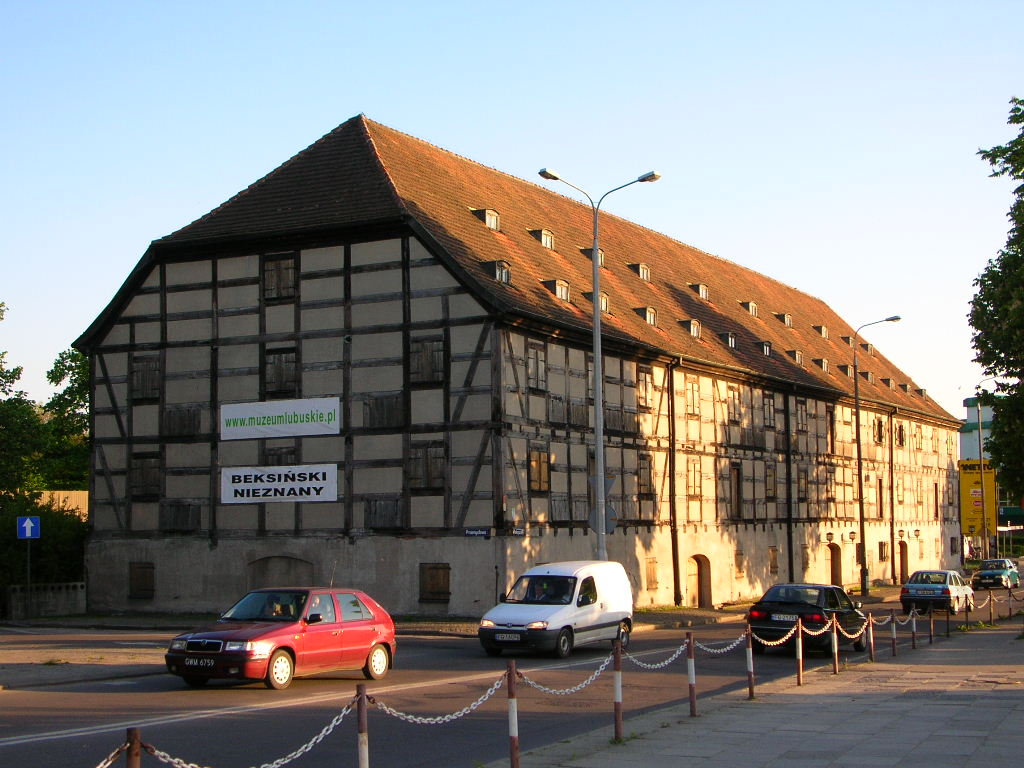
Muzeum "Spichlerz"

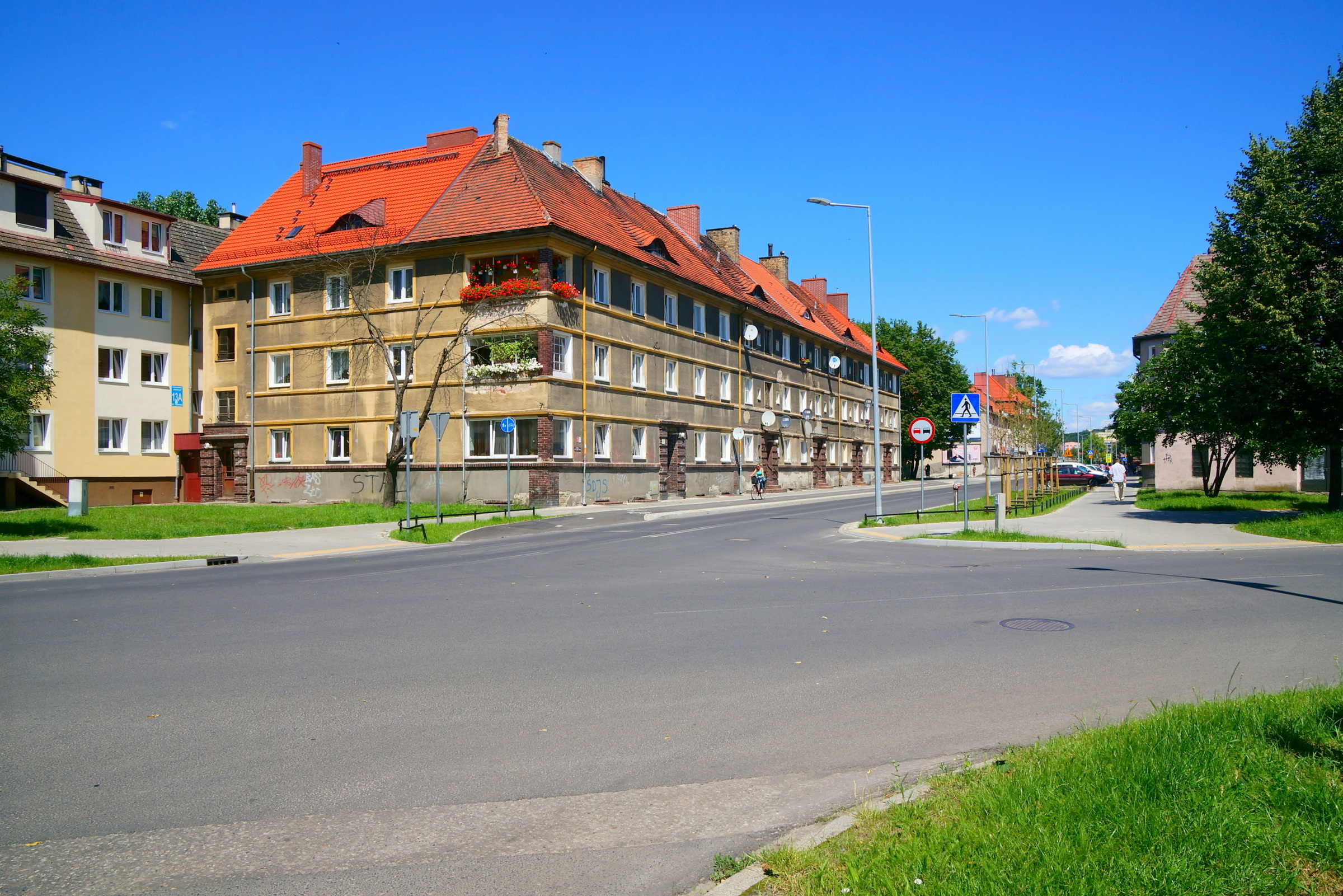
ul. Towarowa

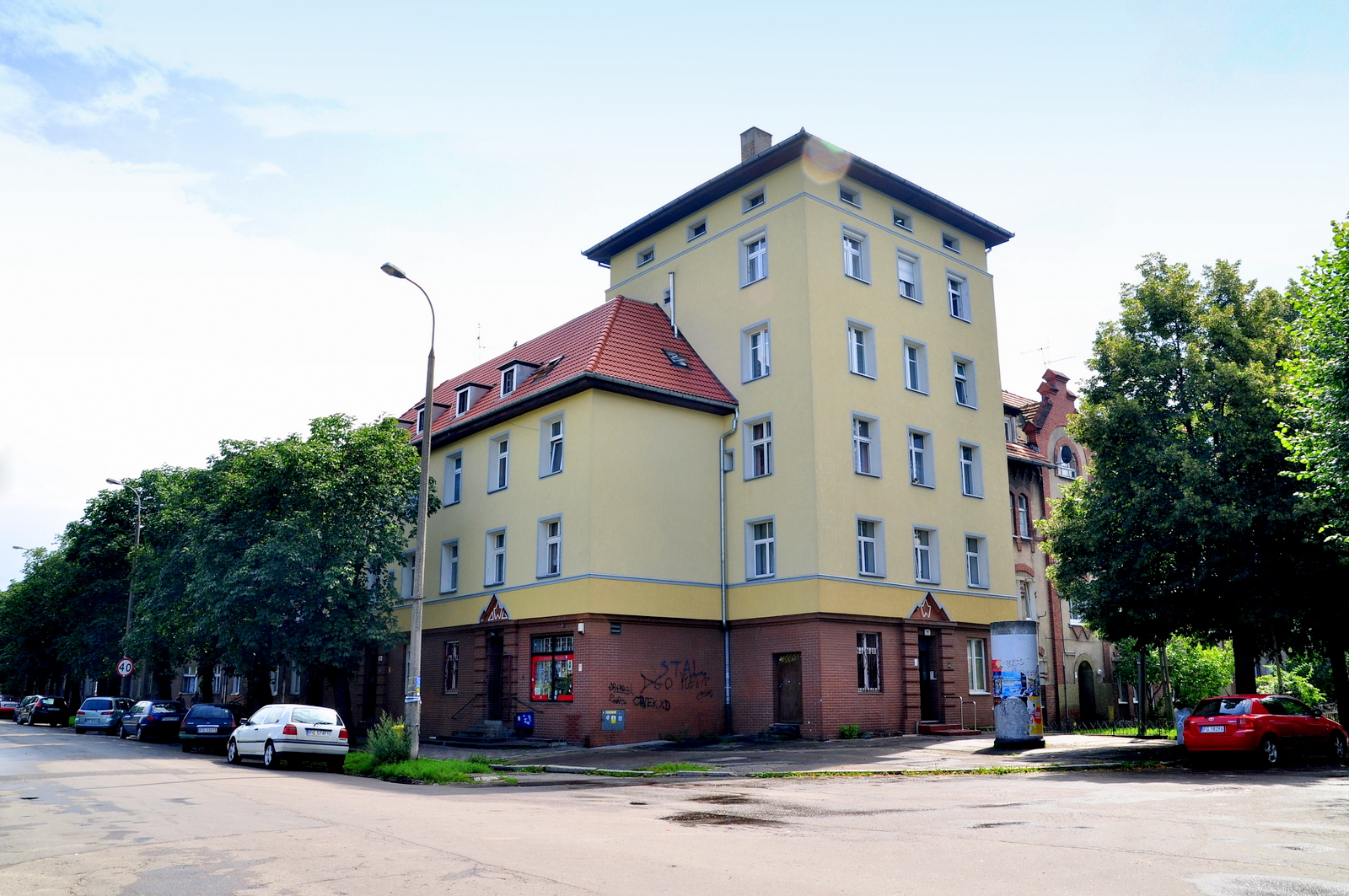
Zbieg ulic Fabrycznej i Waryńskiego

Oprócz tego w dzielnicy jest kilka godnych uwagi zabytków, m.in. spichlerz z 1798 roku mieszczący obecnie Muzeum Warty. Został on wyremontowany w latach 80. Innym zabytkiem jest kościół pw. Chrystusa Króla z 1928 roku z wieżą o wysokości równej wysokości gorzowskiej katedry, czyli 52 m. Na uwagę zasługuje też pałacyk Grodzkiego Domu Kultury z XIX w. zbudowany w stylu eklektycznym - willa fabrykanta Hermanna Pauckscha.

## Infrastruktura
Na Zawarciu zlokalizowana jest Komenda Wojewódzka Policji, filia Biblioteki Publicznej, Miejskie Centrum Kultury Zawarcie. Do dzielnicy można dojechać autobusami linii 100, 101, 102, 103, 108, 109, 111, 112, 116, 118, 125, 130, 131, 216, 402, A, B, K.
W dzielnicy jest przystanek kolejowy Gorzów Wielkopolski Zamoście przy linii kolejowej łączącej Gorzów ze Zbąszynkiem.
Główne ulice dzielnicy to:
- Przemysłowa (w kierunku Poznania i Zielonej Góry)
- Grobla
- Fabryczna
- Śląska
- Kolejowa
- Kwiatowa
- Piotra Wawrzyniaka
- Wał Okrężny
- Zielona
- Mazowiecka
- Towarowa
- Trasa Nadwarciańska

Obecnie przez teren dzielnicy przebiega nowa Trasa Nadwarciańska, która łączy prawobrzeżne dzielnice z lewobrzeżnymi wybudowana w 1999 roku.